# Embalse González-Lacasa
El Embalse González-Lacasa, también conocido como Pantano de Ortigosa, se encuentra situado en el Camero Nuevo, en la Comunidad Autónoma de La Rioja (España), entre los pueblos de Ortigosa de Cameros, El Rasillo y Peñaloscintos. Tiene una capacidad de 33 hm³, ocupando una superficie de 152 hectáreas. Está situado en el río Alberco, un afluente del río Iregua, pero sus aguas proceden del río Iregua que son trasvasadas mediante un canal  subterráneo desde aguas abajo de Villoslada, y ocultan en ellas el desaparecido barrio de Los Molinos (Ortigosa) cuya iglesia y alguna otra edificación son visibles cuando está bajo. Abastece a una gran parte de la comunidad autónoma. Ocupa parte de los términos municipales de Ortigosa de Cameros y El Rasillo.

## Historia
Antiguamente, el actual pantano era un pueblo llamado Los Molinos, que pertenecía a la localidad de Ortigosa de Cameros, al igual que El Rasillo de Cameros y Peñaloscintos. De estos, únicamente Peñaloscintos sigue formando parte de Ortigosa de Cameros.
La construcción del embalse comenzó con la colocación de la primera piedra el 18 de septiembre de 1932, en un acto que contó con la presencia de Niceto Alcalá-Zamora e Indalecio Prieto. La necesidad de paliar el desempleo y mejorar el abastecimiento de agua llevó a los dirigentes de la Segunda República Española a poner en marcha un plan de construcción de embalses en la provincia, que incluía también el  de Mansilla.
Como consecuencia de este proyecto, los habitantes de Los Molinos se vieron obligados a abandonar sus hogares y trasladarse a otras localidades cercanas, dejando atrás su pueblo y comenzando de nuevo en otro lugar.
A pesar de que las obras se iniciaron en 1932, el pantano no se terminó hasta 1962, ya bajo el régimen del general Francisco Franco, con Jorge Vigón Suero-Díaz como ministro de Obras Públicas.

## Actividades de ocio
Además de sus funciones como embalse, el pantano ofrece también un importante recurso de ocio para La Rioja. En él se encuentra el Club Náutico de El Rasillo, que dispone de actividades tales como la vela, el windsurf o el piragüismo. Las instalaciones cuentan además con bar, restaurante y terraza. A un lado del embarcadero, una pequeña playa artificial sirve de destino vacacional en el verano a muchos turistas.
Desde mediados de los años 90, a finales de junio se realiza una competición de traineras denominada Bandera de La Rioja, a semejanza de las que se realizan por todo el Cantábrico en temporada estival, con la peculiaridad de ser la única de estas características que se produce en agua dulce. Cuenta cada año que pasa con una más selecta participación, siendo incluida desde 2007 en la Liga ARC, la segunda competición más importante del Cantábrico.

Panorámicas del pantano
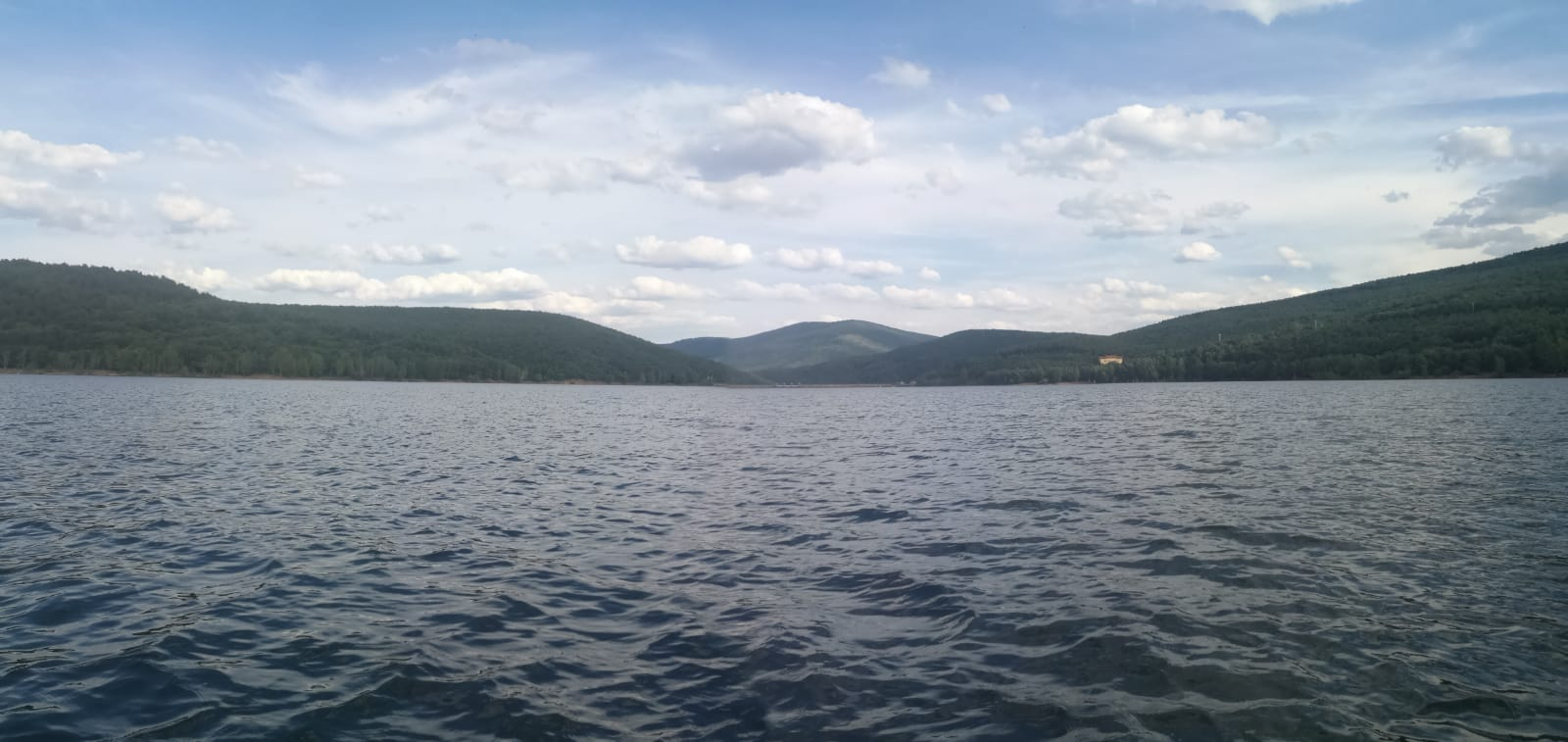